# Эстония во Второй мировой войне

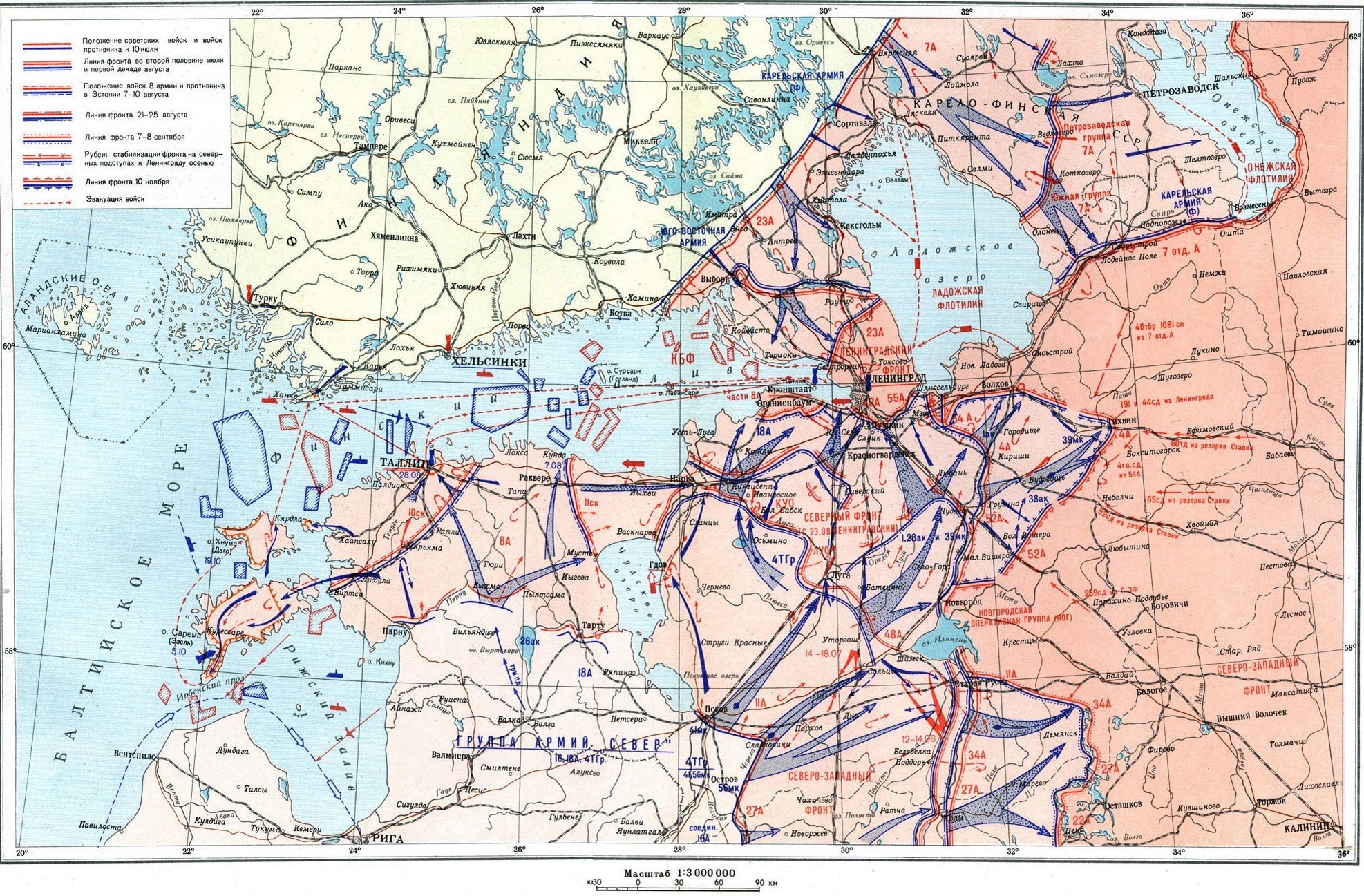
Боевые действия советских, финских и немецких войск 10 июля — 10 ноября 1941

В ходе Второй мировой войны Эстония стала одной из стран, которая по секретному дополнительному протоколу к пакту Молотова — Риббентропа вошла в советскую сферу влияния. После заключения пакта СССР аннексировал Эстонию в августе 1940 года. Образованная в составе СССР Эстонская ССР вступила в Великую Отечественную войну против нацистской Германии 22 июня 1941 года.
К началу сентября 1941 вся Эстония, за исключением островов, была оккупирована Германией. На территории балтийских государств и Беларуси Германией были созданы четыре генеральных комиссариата, объединённых в Рейхскомиссариат «Остланд», подчинявшийся имперскому министерству оккупированных восточных территорий, возглавляемому Альфредом Розенбергом. Территория Эстонии составила основную часть «Генерального комиссариата Эстланд» (нем. Generalbezirk Estland).
Германские войска вынуждены были начать отступление из Эстонии в сентябре 1944 года под напором Таллинской операции Красной армии.

## Предвоенная ситуация
В декабре 1933 года правительствами Франции и СССР было выдвинуто совместное предложение заключить договор о коллективной безопасности и взаимопомощи. Финляндии, Чехословакии, Польше, Румынии, Эстонии, Латвии и Литве было предложено присоединиться к этому договору. Проект, получивший название «Восточный пакт», рассматривался как коллективная гарантия на случай агрессии со стороны нацистской Германии. Но Польша и Румыния отказались вступить в альянс, США не одобрили идею договора, а Англия выдвинула ряд встречных условий, включая перевооружение Германии.
Весной — летом 1939 года СССР вёл переговоры с Англией и Францией о совместном предотвращении итало-немецкой агрессии против европейских стран и 17 апреля 1939 предложил Англии и Франции взять на себя обязательства оказывать всяческую, в том числе и военную, помощь восточноевропейским странам, расположенным между Балтийским и Чёрным морями и граничащим с Советским Союзом, а также заключить сроком на 5—10 лет соглашение о взаимопомощи, включая военную, в случае агрессии в Европе против любого из договаривавшихся государств (СССР, Англии и Франции).
Прибалтийские страны, после опыта Мюнхена, не верили, что Великобритания и Франция реально выполнят свои обязательства по их защите в случае германской агрессии. Поэтому правительства Эстонии, Латвии и Финляндии заявили, что всякую гарантию, данную без их просьбы, будут рассматривать как акт агрессии, после чего поспешили заключить пакты о ненападении с Германией (7 июня). При этом, Германия не только обещала не нападать на прибалтийские страны, но и гарантировала помощь в случае агрессии СССР. Это вызвало у прибалтийских правительств ощущение безопасности (как оказалось вскоре, ложное). Высокопоставленные немецкие военные (Франц Гальдер и Вильгельм Канарис) посетили балтийские страны и вели там переговоры о военном сотрудничестве. По сообщению германского посланника в Таллине, начальник штаба эстонской армии Рэк заявлял ему, что Эстония может содействовать Германии в установлении контроля над Балтийским морем, в том числе в минировании Финского залива против советских военных кораблей.
Одновременно с проведением переговоров с Великобританией и Францией, Советский Союз летом 1939 года активизировал шаги к сближению с Германией. 23 августа 1939 года был заключён Договор о ненападении между Германией и Советским Союзом (пакт Молотова — Риббентропа). Согласно секретному дополнительному протоколу предусматривалось включение Эстонии, Латвии, Финляндии, Восточной Польши и Бессарабии в сферу интересов СССР.

## Эстония в 1939—1940

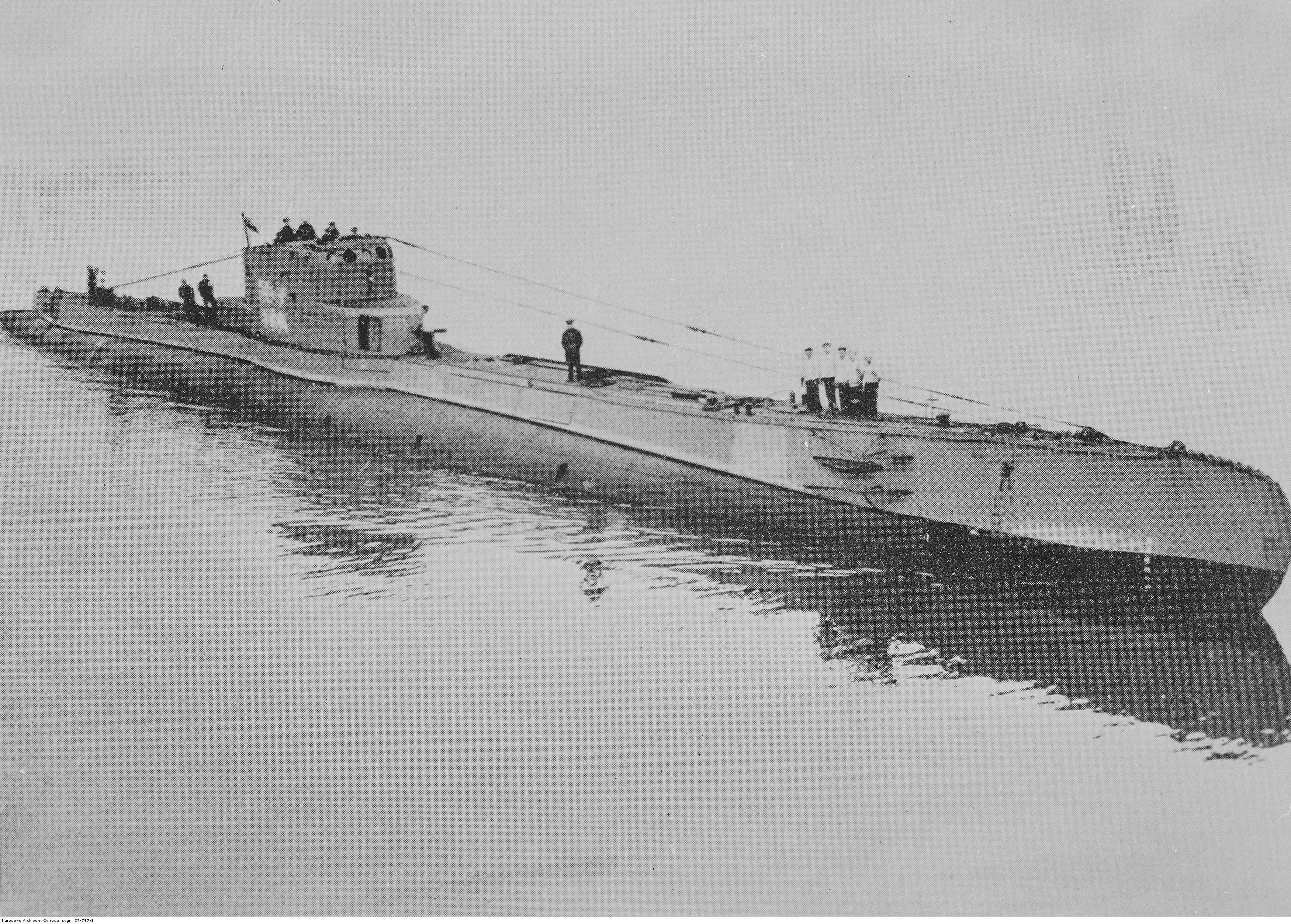
Польская подводная лодка «Орёл»

1 сентября 1939 года германская армия вторглась в Польшу, началась Вторая мировая война. В соответствии с планом, польская подводная лодка «Орёл» с началом войны вышла на патрулирование в назначенный район Балтийского моря. Из-за захвата немцами военно-морской базы Хель «Орёл» не мог вернуться назад, и получил приказ идти в любой нейтральный порт и интернироваться. Капитан решил вести лодку в Таллинн. 14 сентября лодка получила разрешение ошвартоваться на рейде Пайсаар. Тем не менее в полночь 18 сентября экипаж захватил лодку, связав эстонских часовых, после чего увёл её в Великобританию, по пути высадив захваченных эстонцев на шведском побережье. Советский Союз заявил, что Эстония нарушила нейтралитет, предоставив убежище и помощь польской подводной лодке. 19 сентября Вячеслав Молотов от лица советского руководства возложил ответственность за это происшествие на Эстонию, заявив, что Балтийскому флоту поставлена задача отыскать подлодку, поскольку она может угрожать советскому судоходству. Это привело к фактическому установлению морской блокады эстонского побережья..
24 сентября для подписания договора о торговле в Москву прибыл министр иностранных дел Эстонии К. Сельтер. После обсуждения экономических проблем Молотов перешёл к проблемам взаимной безопасности. В ультимативной форме он предложил «заключить военный союз или договор о взаимной помощи, который вместе с тем обеспечивал бы Советскому Союзу права иметь на территории Эстонии опорные пункты или базы для флота и авиации». Сельтер попытался уклониться от обсуждения, ссылаясь на нейтралитет, но Молотов заявил, что «Советскому Союзу требуется расширение системы своей безопасности, для чего ему необходим выход в Балтийское море. Если Вы не пожелаете заключить с нами пакт о взаимопомощи, то нам придется искать для гарантирования своей безопасности другие пути, может быть, более крутые, может быть, более сложные. Прошу Вас, не принуждайте нас применять силу в отношении Эстонии».
В условиях, когда Латвия и Финляндия отказались оказать Эстонии поддержку, Англия и Франция (находившиеся в состоянии войны с Германией) не в состоянии были её оказать, а Третий рейх рекомендовал принять советское предложение, эстонское правительство пошло на переговоры в Москве, в результате которых 28 сентября 1939 г. был заключён Пакт о взаимопомощи, предусматривающий создание на территории Эстонии советских военных баз и размещение на них советского контингента численностью до 25 тысяч человек. Сталин по окончании переговоров с эстонской делегацией заявил Сельтеру: «правительство Эстонии действовало мудро и на пользу эстонскому народу, заключив соглашение с Советским Союзом. С Вами могло бы получиться, как с Польшей. Польша была великой державой. Где теперь Польша?».
28 сентября 1939 года в Москве Риббентроп среди прочего подписал особый протокол, в котором содержались обязательства советской стороны не препятствовать выезду в Германию граждан рейха и лиц немецкого происхождения с территорий советской сферы интересов, а также вывозу их имущества. В этом вопросе совпали ожидания всех сторон: балтийские немцы, ожидавшие «еврейско-коммунистического террора» в ответ на их открыто выражаемые надежды на скорый приход нацистских войск, получали возможность покинуть опасные места, прибалтийские государства очищались от представителей нетитульной нации, а Третий Рейх укреплял военно-экономический потенциал за счёт «арийских» переселенцев, получающих земли на западе Польши. Из Эстонии в Германию выехало от 12 до 18 тысяч балтийских немцев.
В соответствии с советско-эстонским договором, Эстония обеспечивала за СССР право иметь на островах Сааремаа, Хийумаа и в городе Палдиски базы военно-морского флота с ограниченным контингентом обслуживающего персонала. Базы эти сдавались в аренду. Границы баз, их точная дислокация, численность войск и цена аренды предусматривались особым соглашением.
Для предотвращения выступлений эстонских коммунистов нарком иностранных дел Молотов 23 октября 1939 года отправил полпреду СССР в Эстонии К. Н. Никитину телеграмму:
Нашей политики в Эстонии в связи с советско-эстонским Пактом взаимопомощи Вы не поняли. Из Ваших последних шифровок видно, что вас ветром понесло по линии настроений «советизации» Эстонии, что в корне противоречит нашей политике. Вы обязаны наконец понять, что всякое поощрение этих настроений насчёт «советизации» Эстонии или даже простое непротивление этим настроениям — на руку нашим врагам и антисоветским провокаторам. Вы таким неправильным поведением сбиваете с толку и эстонцев вроде Пийпа, который думает, видимо, что ему теперь необходимо говорить просоветские речи 7 ноября. Вы должны заботиться только о том, чтобы наши люди, и в том числе наши военные в Эстонии, в точности и добросовестно выполняли Пакт взаимопомощи и принцип невмешательства в дела Эстонии и обеспечить такое же отношение к Пакту со стороны Эстонии. Во всём остальном, в частности 7 ноября, Вы не должны выходить за обычные рамки работы полпредства. Главное, о чём Вы должны помнить — это не допускать никакого вмешательства в дела Эстонии.
25 октября 1939 года Сталин заявил Димитрову: «Мы думаем, что в пактах о взаимопомощи нашли ту форму, которая позволит нам поставить в орбиту влияния Советского Союза ряд стран. Но для этого нам надо выдержать — строго соблюдать их внутренний режим и самостоятельность. Мы не будем добиваться их советизации. Придёт время, когда они сами это сделают!»
11 ноября 1939 года итальянский посол в Эстонии В. Чикконарди сообщил в Рим:
В настоящий момент Советский Союз не заинтересован в ускорении хода событий в Прибалтике. Когда во время прибытия русских войск в Эстонию представители местных коммунистов направились в советское полпредство, чтобы передать послание Сталину, то полпредство само попросило эстонскую полицию вмешаться и арестовать их. Утверждается, что московское правительство сообщило эстонскому правительству о своём намерении не только не одобрять ни одного движения местных коммунистов, но и оставить за эстонским правительством полную свободу противодействия этому и даже подавления с использованием в случае необходимости крайних мер.
С началом советско-финской войны в прибалтийских странах произошла резкая поляризация политических сил: пресса и деятели правых партий стали пропагандировать идеи «защиты свободы и независимости от русских завоевателей». Активизировалась Балтийская Антанта, которая до подписания пактов с СССР не собиралась почти год, а лишь с декабря 1939 по март 1940 годов состоялись уже две её конференции, секретно намечая способы борьбы против растущего влияния СССР в Прибалтике.

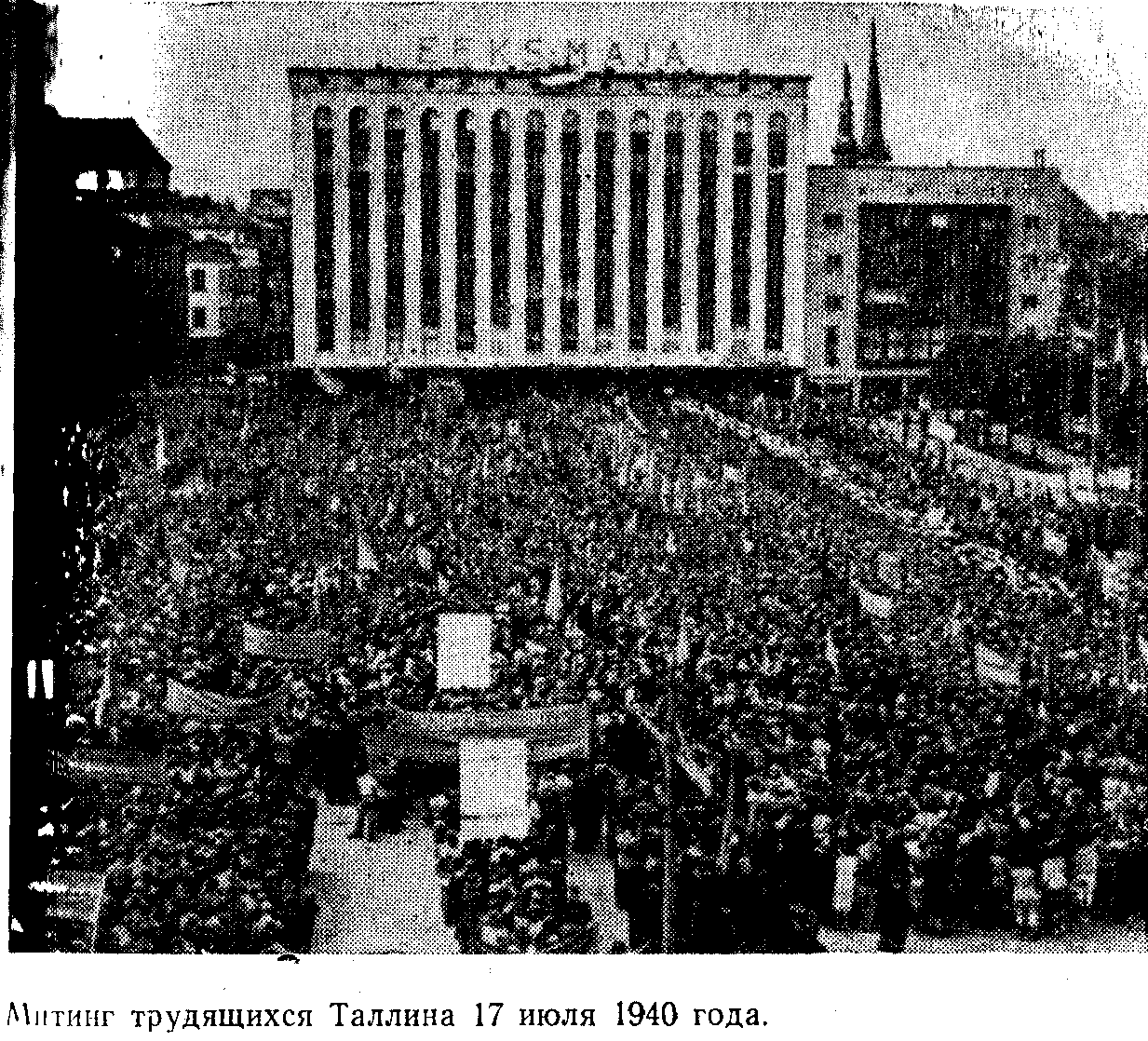
Митинг трудящихся Таллина 17 июля 1940 года

16 июня 1940 года Молотов вручил эстонскому послу ноту, в которой требовал немедленного ввода в Эстонию дополнительного контингента советских войск численностью 90 000 человек и смещения правительства, угрожая в противном случае оккупацией Эстонии. Пятс принял ультиматум. 17 июня 1940 г. в Таллин вступили советские войска; одновременно на рейде встали корабли Балтийского флота и был высажен морской десант. Советские военные продиктовали президенту Эстонии Пятсу состав нового правительства во главе с Йоханнесом Варесом (Барбарусом). Фактически руководство страной осуществлялось посольством СССР. Начались аресты и депортации граждан Эстонской Республики.
По распоряжению советского представителя Жданова были проведены внеочередные выборы в парламент. По официальным данным в них приняло участие 591 030 граждан, или 84,1 % от общего числа избирателей. За кандидатов «Союза трудового народа» (кандидатов других партий не регистрировали) проголосовало 548 631 человек, или 92,8 % от числа голосовавших. Согласно утверждениям современных эстонских властей, выборы прошли с нарушениями действующих законов, в том числе конституции, а результаты были фальсифицированы
21 июля первая сессия парламента нового созыва приняла решение об установлении в стране Советской власти и образовании Эстонской Советской Социалистической Республики. 22 июля была принята декларация о вступлении Эстонии в состав СССР. Депутаты обратились с соответствующей просьбой к Верховному Совету СССР. 6 августа 1940 года VII сессия Верховного Совета СССР приняла постановление о принятии в состав СССР Эстонской ССР.
Большинство историков и политологов характеризуют этот процесс как оккупацию и аннексию. Согласно официальной российской трактовке ввод советских войск нельзя называть оккупацией, поскольку решение о вхождении прибалтийских стран в состав СССР в 1940 году было оформлено юридически корректно и ввод войск был осуществлён в соответствии с договором между Советским Союзом и Эстонией. США и ряд других стран эту аннексию признали де-факто и не признали де-юре.

## Эстония в составе СССР (1940—1941)
В 1940 году территории Эстонии, Латвии и Литвы вошли в состав СССР, что стало следствием подписания СССР и нацистской Германией в августе 1939 года договора о ненападении между Германией и Советским Союзом и Договора о дружбе и границе, секретные протоколы которых зафиксировали разграничение сфер интересов этих двух держав в Восточной Европе.
11 августа 1940 года было принято решение о создании на территории Эстонии, Латвии и Литвы Прибалтийского военного округа, 13 августа 1940 года в Риге было создано управление округом, а 17 августа округ переименовали в Прибалтийский Особый военный округ. 17 августа 1940 года нарком обороны С. К. Тимошенко издал приказ о преобразовании существующих в Эстонии, Латвии и Литве армий в территориальные корпуса, которые вошли в состав РККА. Вооружение, техника и форма одежды сохранялись, но вместо эстонских знаков различия были введены знаки различия начальствующего состава Красной армии. Эстонская армия стала 22-м стрелковым корпусом РККА.
Согласно «Отчёту комиссии по расследованию преступлений против человечности при президенте Эстонии», опубликованному в 2001 году, в течение года до начала войны между Советским Союзом и Германией (22 июня 1941 года) в Эстонии было арестовано около 7000 человек, из которых было казнено по крайней мере 1850, в основном по обвинению в антисоветской деятельности. 14 июня 1941 года, согласно записке наркома НКГБ Меркулова, на поселение в отдалённые районы Советского Союза было выслано 5978 человек и арестовано 3178. По данным современных исследователей, было направлено на поселения — 6328 человек (а после вычитания потерь в пути — 6284 человека); всего же из Эстонии на поселение и в лагеря военнопленных было выслано 10 016 человек.

## Оборонительные бои в Эстонии
После начала Великой Отечественной войны войска 18-й Армии немецкой группы армий «Север» 5 августа вышли на дальние подступы к Таллину. Наступление 26-го армейского корпуса привело к рассечению войск советской 8-й армии надвое. 7 августа немецкая 254-я пехотная дивизия вышла к побережью Финского залива восточнее Таллинна, перерезав железнодорожную и шоссейную дорогу Ленинград-Таллинн. 10-й стрелковый корпус отошёл в район Таллина, а 11-й стрелковый корпус — в район севернее Чудского озера. После выхода к морю 26-й армейский корпус стал развивать наступление на Нарву 93-й и 291-й пехотными дивизиями, а 254-я пехотная дивизия развернулась на 180 градусов и направилась к Таллину. Длившаяся до конца августа оборона Таллина сковала крупную группировку немецких войск, оказав существенное влияние на боевые действия на ленинградском стратегическом направлении. 26—30 августа Балтийский флот, совершив прорыв через выставленное немцами минное заграждение, эвакуировал 10-й стрелковый корпус из Таллина в Ленинград. На Моонзундских островах советские войска продолжали обороняться до конца ноября; с аэродромов на островах архипелага совершались авианалёты на Берлин.
Летом 1941 года сотни эстонцев ушли в леса и образовали там отряды — «лесных братьев». Многие бежали в Финляндию, где вступали в финскую армию.
На территории Эстонской ССР были сформированы 27 подразделений народного ополчения общей численностью 10 тыс. бойцов — в том числе, два эстонских рабочих полка (Таллинский и Нарвский рабочие стрелковые полки) и 16 истребительных батальонов, два отряда милиции, два отряда железнодорожников, построены 4 бронепоезда. 30 матросов и унтер-офицеров бывшей эстонской флотилии на Чудском озере (в феврале 1941 года ставшей учебным дивизионом ленинградского Высшего военно-морского инженерного училища им. Ф. Э. Дзержинского) воевали в восстановленной Чудской военной флотилии. В общей сложности, в оборонительных боях на территории Эстонской ССР в составе 22-го Эстонского корпуса и иных частей Красной Армии, Балтийского флота и рабочих батальонов принимали участие свыше 20 тыс. эстонцев. В общей сложности, за всё время войны из Эстонской ССР в вооружённых силах, ополченческих и других формированиях СССР служили 47 тыс. человек, 13 из которых стали Героями Советского Союза и около 20 тыс. человек были награждены орденами и медалями СССР.
Согласно отчёту комиссии по расследованию преступлений против человечности при президенте Эстонии, опубликованному в 2001 году за лето 1941 года в результате казней органами НКВД заключённых, которых было невозможно эвакуировать ввиду немецкого наступления, погибло 2 тыс. человек. По оценке российского историка Александра Дюкова, это число сильно завышено и на самом деле в тюрьмах было расстреляно без суда и следствия 226 человек и по приговорам военных трибуналов — 140 человек.

## Эстония под немецкой оккупацией

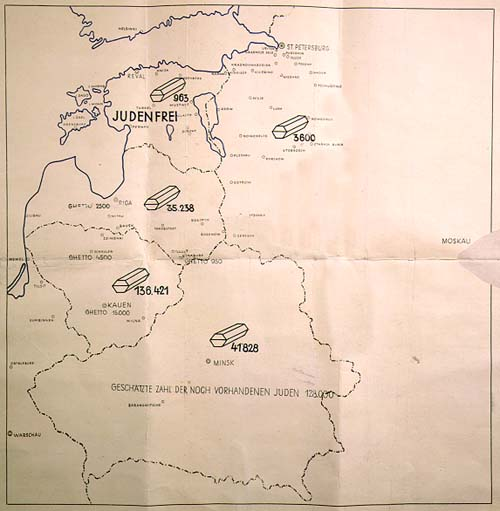
Немецкая карта-отчет айнзатцгруппы А, на которой Эстония показана «свободной от евреев» (Юденфрай)

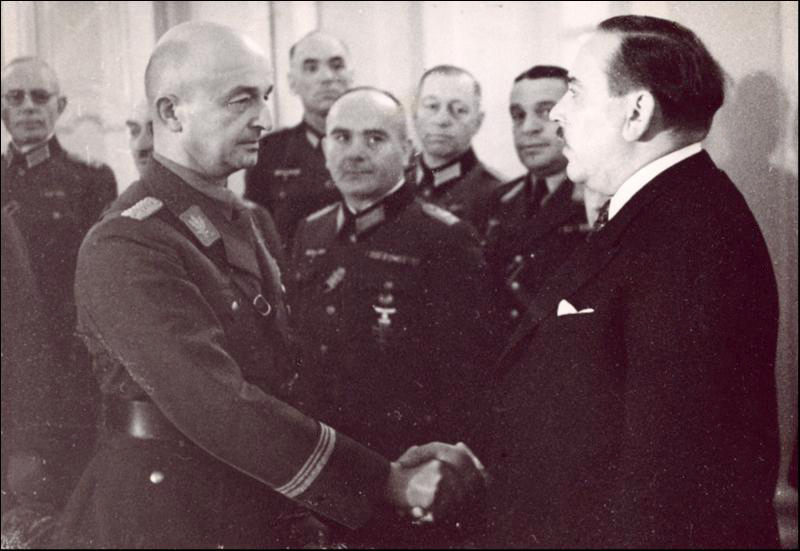
На торжественном собрании по случаю передачи власти генеральному комиссару Генерального округа Эстония Карлу Литцману (слева). Справа — руководитель Самоуправления Эстонии Хяльмар Мяэ. 5 декабря 1941 года.

Уже в июле 1941 года немцами было создано марионеточная структура для управления эстонской территорией — так называемое «Эстонское самоуправление». Его главой обербургомистр тыла группы армий Север Франц фон Роке назначил бывшего члена пронацистского Эстонского союза участников Освободительной войны и базировавшегося в Финляндии Эстонского освободительного комитета Хяльмара Мяэ. В это же время началось формирование отрядов сотрудничающей с нацистами организации «Омакайтсе», в которые до конца года добровольно вступило 43 757 человек.
После занятия немецкими войсками Тарту, летом-осенью 1941 года в противотанковом рву у селения Лемматси участники «Омакайтсе» убили более 12 тысяч мирных жителей и советских военнопленных. К 1 ноября 1941 года «Омакайтсе» провела 5033 облавы, было арестовано 41 135 человек, из которых 7357 человек были казнены на месте «из-за оказанного сопротивления». 5 декабря 1941 года Эстония была передана под гражданское управление и включена в состав Рейхскомиссариата Остланд.
На территории Эстонии было создано 25 концлагерей. Силами местных полицейских подразделений с помощью немцев были уничтожены 61 тысяч граждан и 64 тысяч советских пленных. На момент начала немецкой оккупации в стране находилось около тысячи евреев из 4,5-тысячной еврейской общины Эстонии; уже в декабре 1941 года Эстония была объявлена «Юденфрай».
Ещё в 1941 году командующим 18-й армией генерал-полковником Кюхлером из разрозненных отрядов «Омакайтсе» на добровольной основе (с заключением контракта на 1 год) было сформировано 6 эстонских охранных отрядов. В конце того же года все шесть подразделений были переформированы в три восточных батальона и одну восточную роту.
В дополнение к вышеназванным частям для охранной службы и борьбы с партизанским движением в тылу группы армий «Север» с сентября 1941 года немецкое командование начало формирование эстонских батальонов вспомогательной полиции («шума»). Всего за время войны в Эстонии было сформировано 26 батальонов «шума». В отличие от аналогичных частей на территории Украины и Белоруссии, в которых весь командный состав состоял из немцев, в эстонских полицейских батальонах, укомплектованных национальными кадрами, был только один немецкий офицер-наблюдатель. Показателем особого доверия немцев к эстонским полицейским батальонам было и то обстоятельство, что там были введены воинские звания вермахта. На 1 октября 1942 года все полицейские силы Эстонии составляли 10,4 тысяч человек, к которым был прикомандирован 591 немец.
Полицейские и восточные батальоны использовались преимущественно для проведения карательных акций против гражданского населения, борьбы с партизанским движением и охраны концентрационных лагерей.

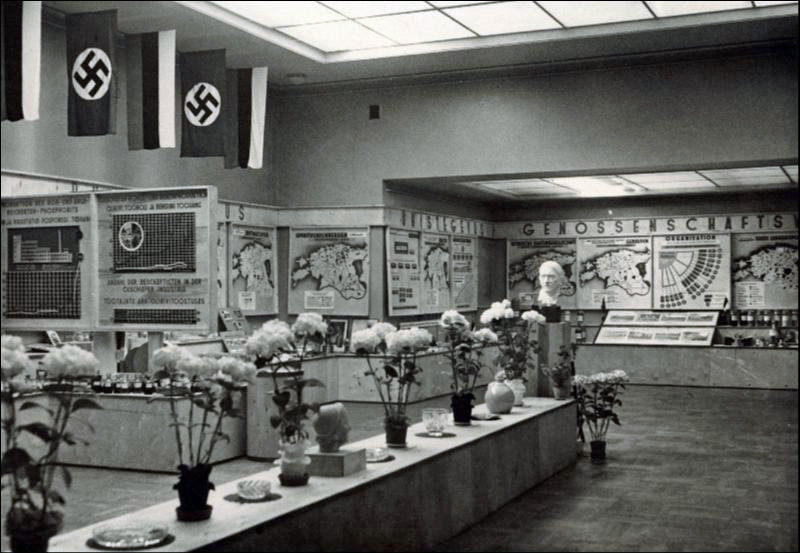
Выставка «Реконструкция Эстонии», организованная во время немецкой оккупации в Таллинском Доме искусства. 1942 год.

28 августа 1942 года было объявлено о создании Эстонского легиона СС, командующим которым стал оберштурмбаннфюрер Франц Аугсбергер. Усилиями немецких властей и местных коллаборационистов было создано «Общество друзей эстонского легиона СС», на которое возлагалась работа по вербовке и первичной подготовке добровольцев. 8 февраля 1943 года началось непосредственное формирование Легиона. К 31 марта 1943 года легион насчитывал 37 офицеров, 175 унтер-офицеров и 757 солдат эстонской национальности. В его состав также вошли 2 старших, 24 младших офицера и 62 рядовых специального батальона «Остланд». Как свидетельствуют архивные документы немецкого командования того периода, 3-я эстонская добровольческая бригада СС вместе с другими подразделениями немецкой армии проводила карательные операции «Хейнрик» и «Фриц» по ликвидации советских партизан в районе Полоцк-Невель-Идрица-Себеж, которые проводились в октябре-декабре 1943 года. Эстонские полицейские батальоны участвовали в боях с партизанами, расстрелах мирного населения, грабежах, уничтожении целых деревень в Белоруссии и массовой отправке мирного населения в Германию. Карательные налёты 3-й эстонской бригады СС продолжались до конца декабря 1943 г.
Историк Томас Хийо пишет, что в Эстонии не было партизанского сопротивления оккупации, подобного французскому, так как эстонцы видели своего главного врага и оккупанта в Сталине, а не в Гитлере.

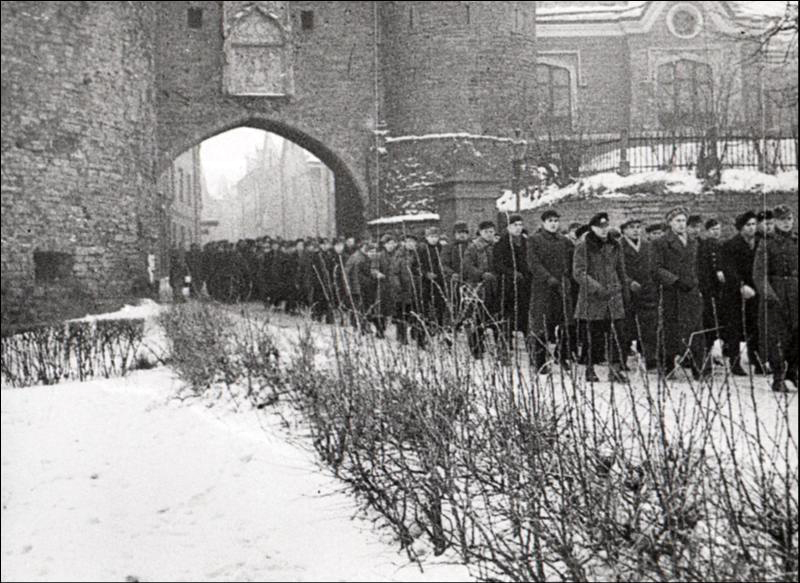
Мобилизация в немецкую армию в Таллине, 31 марта 1944 года.

В начале 1944 года было решено увеличить эстонский контингент войск СС за счёт включения в их состав батальонов из вермахта и наиболее боеспособных полицейских частей, что позволило бы организовать полноценную дивизию. Новообразованная дивизия 24 января 1944 г. получила наименование 20-й эстонской добровольческой дивизии СС (с 26 мая 1944 г. «20-я гренадерская дивизия войск СС — эстонская № 1»). 7 февраля 1944 года с радиообращением к жителям Эстонии выступил последний премьер-министр независимой Эстонии Юри Улуотс, призвавший вступать в формируемые коллаборационистские подразделения. Не ограничившись одним заявлением, Улуотс совершил поездку по Южной Эстонии, агитирую местных жителей идти на призывные пункты. В результате деятельности Улуотса немцам удалось призвать 32 тысячи эстонцев, направленных в полки пограничной стражи, подразделения полиции и СС. Летом 1944 года 20-я дивизия СС принимала участие в боях с частями Красной Армии, в том числе с 8-м Эстонским стрелковым корпусом, под Нарвой и Синимяе. 19 августа Улуотс обратился к жителям Эстонии с новым радиообращением, призывая их приложить все силы для борьбы с наступающими войсками Красной армии и вступать в коллаборационистские формирования. Три дня спустя текст его выступления был опубликован в газете «Sakala».
18 сентября 1944 года Улуотс сформировал национальное правительство во главе с Отто Тиифом, которое не успело получить международное признание. К этому времени германское гражданское управление в Таллине уже прекратило свою деятельность, и власть перешла в руки военных; немцы готовились к эвакуации. В среду 20 сентября во двор замка Тоомпеа заехал загруженный грузовик, в который отходящие немцы втиснули и алкоголь. Вскоре началась настоящая попойка, и эстонский унтер-офицер Лепиксоо, набравшись храбрости, решил поднять над башней «Длинный Герман» эстонский флаг. Подвыпившие участники попойки на радостях начали стрелять в воздух. Случайно попавшийся им навстречу немецкий военнослужащий решил, что эстонцы стреляют в него, и открыл ответный огонь. Для урегулирования инцидента эстонская генеральная инспекция и немецкая комендатура договорились о том, что на следующий день на «Длинном Германе» будут совместно подняты эстонский и немецкий флаги. 21 сентября 1944 года в присутствии германского почётного караула над «Длинным Германом» эстонцем Эвальдом Арувальдом и немецким фельдфебелем были рядом подняты флаг Эстонии и боевой флаг Германского флота. Впоследствии эстонские историки стали трактовать факт поднятия эстонского флага на «Длинном Германе» как акт восстановления независимого эстонского государства.

## Разгром немецких войск в Эстонии
Тем временем советские войска стремительно наступали на Таллин. С востока, от Нарвы, шла 8-я армия, с юга — части 8-го Эстонского стрелкового корпуса. Впоследствии заместитель начальника политотдела 8-го корпуса Арнольд Мери вспоминал:
Мы двигались к Таллину со скоростью 50-60 км в день. Люди обессиливали, падали в канавы, но как спешили — потому что знали: опоздаем — немцы всё взорвут! Когда до Таллина оставалось 120 км, и нам, и ребятам со стороны Нарвы выделили специальный транспорт, сформировали ударные группы, и мы бросились к городу — за одну ночь расстояние преодолели. Ещё и фрицев били по дороге, они же огрызались, а не «цивилизованно отступали», как сегодня в Эстонии врут. Убитых хоронить времени не было, мы их на повозки складывали и так привезли в Таллин.

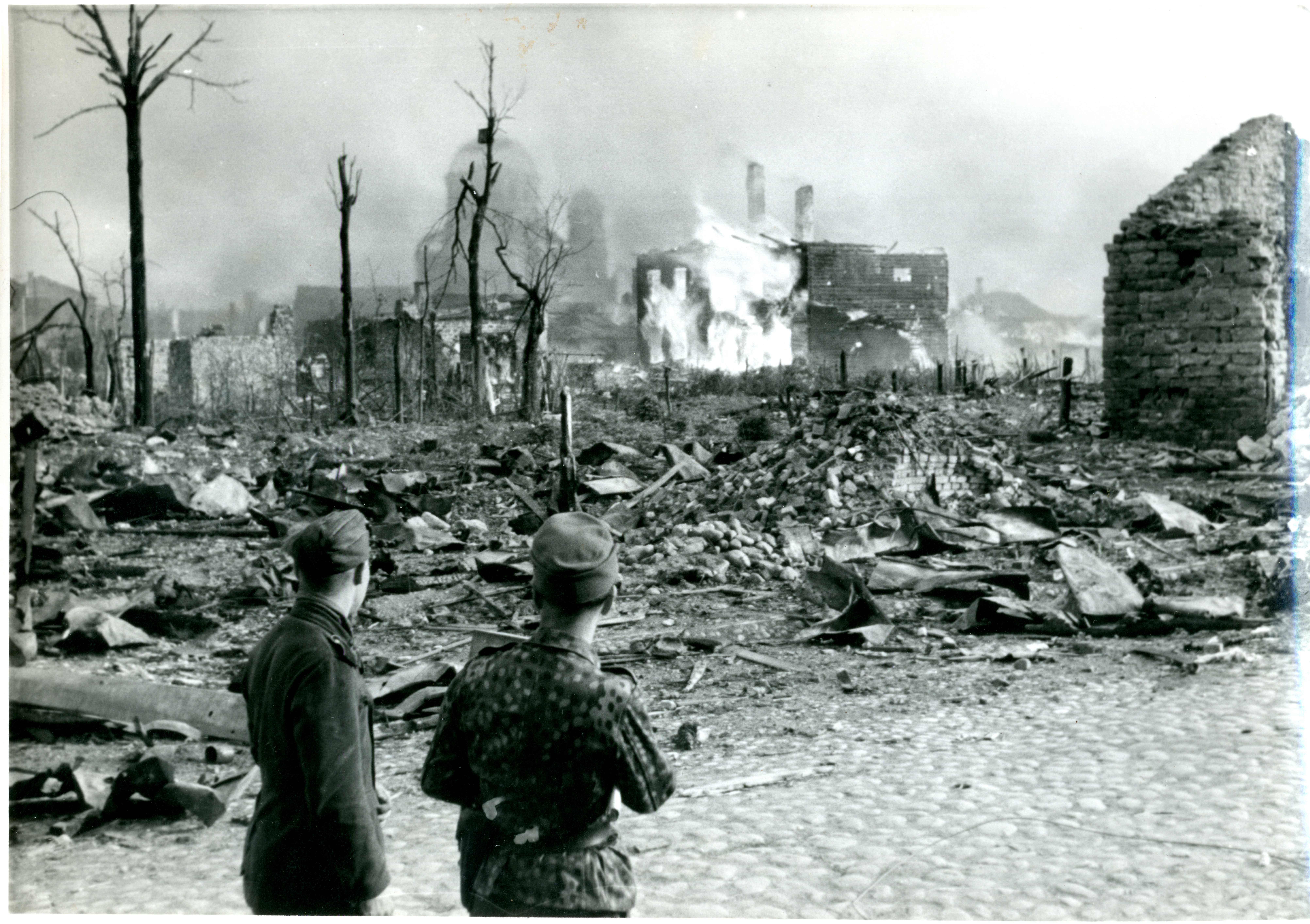
Нарва, 1944 год

22 сентября в 11 часов утра в Таллин вошла подвижная группа 8-го эстонского стрелкового корпуса, чуть позже — передовые отряды 8-й армии. Около половины одиннадцатого утра советский танк из пулемёта расстрелял флагшток на «Длинном Германе», сбив нацистский и эстонский флаги. Вечером в Ставку верховного главнокомандования было доложено о трофеях: 25 самолётов, 185 орудий, 230 автомашин, в порту было захвачено 15 судов с русскими военнопленными и населением. К концу ноября были взяты Моонзундские острова.
20-я гренадерская дивизия войск СС была отправлена в учебный лагерь в немецком городе Нойхаммер, где в октябре 1944 года из разрозненных частей была сформирована заново в составе трёх гренадерских полков СС «Эстланд». До января 1945 г. части дивизии участвовали в боях в Восточной Пруссии. 13 января 1945 г. дивизия в полном составе была направлена на фронт в район немецкого города Виттенберг, где вместе с другими немецкими соединениями была окружена частями Красной Армии. Однако часть солдат и офицеров сумели отступить на запад и сдаться англо-американским войскам.
Правительство Отто Тиифа просуществовало лишь два дня. Большинство его членов были вскоре арестованы советскими органами безопасности по обвинению в сотрудничестве с нацистской Германией. Юри Улуотсу удалось бежать в Швецию, где он вскоре скончался от рака.

## Эстония в составе СССР (с 1944)
После возврата Эстонии в состав СССР перед органами НКВД-НКГБ ЭССР встали две основные задачи: разоблачение и наказание сотрудничавших с нацистами коллаборационистов, и борьба с формированиями «Лесных братьев».
Согласно архивным данным, с октября 1944 года по январь 1947 года на территории ЭССР в ходе бандпроявлений было убито:
|                                                                | 1944 г. | 1945 г. | 1946 г. | Итого за три года | Январь 1947 г. | Всего |
| -------------------------------------------------------------- | ------- | ------- | ------- | ----------------- | -------------- | ----- |
| Работников МВД и МГБ                                           | -       | 14      | 1       | 15                | -              | 15    |
| Работников милиции                                             | -       | -       | 2       | 2                 | -              | 2     |
| Офицеров войск МВД                                             | -       | 5       | 2       | 7                 | -              | 7     |
| Сержантов и рядового состава войск МВД                         | -       | 23      | 6       | 29                | -              | 29    |
| Офицеров Советской Армии                                       | -       | -       | 2       | 2                 | -              | 2     |
| Сержантов и рядового состава Советской Армии                   | -       | -       | 3       | 3                 | -              | 3     |
| Бойцов истребительных батальонов и других местных формирований | 2       | -       | 28      | 30                | -              | 30    |
| Совпартактива                                                  | 3       | 75      | 46      | 124               | 2              | 126   |
| Других граждан                                                 | 57      | 141     | 124     | 322               | 8              | 330   |
| Всего:                                                         | 62      | 258     | 214     | 534               | 10             | 544   |

Борьба с бандитизмом и незаконными вооружёнными формированиями велась по линиям двух ведомств: по линии НГКБ-МГБ, и по линии НКВД-МВД. Современные эстонские историки единодушно утверждают, что в 1944—1945 годах было арестовано около 10 тысяч человек, «половина из которых умерла в течение двух первых тюремных лет». Однако, как утверждает российский историк Дюков, при этом совершается подмена понятий: зачастую за число арестованных выдаётся число задержанных, хотя не каждый из задержанных попадал под арест, и уж тем более — осуждался и попадал в тюрьму. Согласно архивным данным в 1944-м году было задержано около 2000 человек (из них арестовано — около 1000, остальные — легализованы, переданы в военкоматы либо на фильтрацию в проверочные лагеря), в 1945 — 6569 по линии НКГБ и 3731 по линии НКВД. В 1944 году к заключению в лагерях и колониях было осуждено около 300—350 эстонцев, в 1945 — около 6300 эстонцев. Смертность среди заключённых составила в 1945 году — 5,95 %, в 1946 — 2,2 %, в 1947 — 3,59 %.

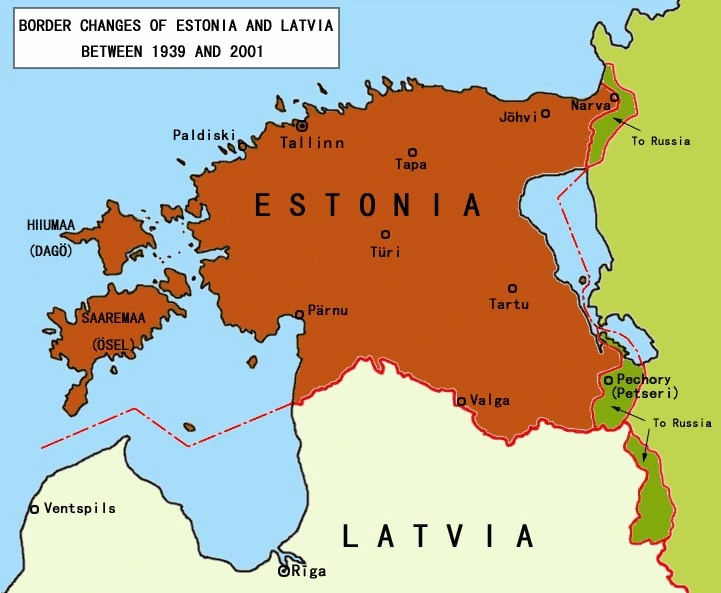
Территориальные изменения на российско-эстонской административной границе в 1944—1945 годах

Указом Президиума Верховного Совета СССР от 23 августа 1944 года город Печоры, Печорская, Слободская, Паниковская и Избарская волости Эстонской ССР, в которых преобладало русское население (всего 2330 квадратных километров), были переданы из Эстонской ССР в состав РСФСР и включены в одновременно образованную Псковскую область. На основании Указа от 24 ноября 1944 г. «О включении в состав Ленинградской области населенных пунктов, расположенных на восточном берегу реки Нарва» в состав Ленинградской области были переданы территории за рекой Нарвой, включая город Ивангород.

### Человеческие потери
В 1939—1941 гг. в Германию мигрировало из Эстонии 18,1 тыс. человек (в основном немцев).
Согласно современной эстонской оценке, Эстония потеряла за время Второй мировой войны (в 1940—1945 гг.) 200 тыс. человек (половина из них погибла в нацистских и советских концлагерях), то есть около 20 % населения. Эти данные, по мнению российского историка В. М. Кабузана, сильно завышены, так как в них включены, например, эвакуированные в 1941 году в СССР евреи. В 1941 г. с отступающей советской армией ушло из Эстонии 61 тыс. человек (5 тыс. евреев).
За время немецкой оккупации более 20 000 граждан других стран Европы, в том числе множество евреев, а также советских военнопленных, погибли в концентрационных лагерях на эстонской земле.
В 1942—1943 гг. из Эстонии в Швецию уехали все проживавшие в стране шведы — более 6 тыс. человек. По данным Чрезвычайной государственной комиссии СССР по состоянию на 1 марта 1946 г., из Эстонии в Германию на работы было отправлено 130 тыс. человек.
Осенью 1944 года примерно 30 тысяч человек бежало на судах и лодках из Эстонии в Швецию.
По данным советской разведки, массовая эвакуация из Прибалтики была организована бывшими дипломатическими миссиями прибалтийских стран в Стокгольме при материальной и финансовой помощи Швеции и американского посольства, предоставившего деньги якобы на эвакуацию евреев.
Согласно 'Отчёту комиссии по расследованию преступлений против человечности при президенте Эстонии, опубликованному в 2001 году, среди этих людей были и коллаборационисты. После окончания войны многие беженцы эмигрировали в Америку, Канаду и Австралию, где, как и в Швеции, сформировалась эстонская диаспора.
5 июля 2006 года на пленарном заседании Европейского парламента представительница Эстонии Сийри Овийр отвергла выдвинутые в адрес эстонцев обвинения в том, что во время Второй мировой войны они участвовали в массовых убийствах евреев